# Task Force (United States Navy)
Eine Task Force (abgekürzt TF, umgangssprachlich Taffy; dt.: Kampfgruppe, Einsatzgruppe) war zunächst während des Zweiten Weltkriegs der Zusammenschluss von maritimen Einheiten der US-Marine zu Einsatzgruppen, denen bestimmte Aufgaben zugeteilt wurden.
Nach dem Zweiten Weltkrieg wurde das Konzept bis heute bei behalten.

## Nomenklatur
Die Abkürzung einer Task Force lautete TF mit der angehängten Nummer, beispielsweise TF 38, wobei die 3. für die Third Fleet steht. Untergruppierungen wurden mit TG (Task Group) bezeichnet, beispielsweise TG 38.2. Weitere Unterteilungen in Task Units (TU) und Task Elements (TE) waren möglich, beispielsweise lautete die Abkürzung für eine Abschirmeinheit der TG 38.2 TU 38.2.3. 
Der Befehlshaber einer TF ist der Commander Task Force (CTF).

## Geschichte

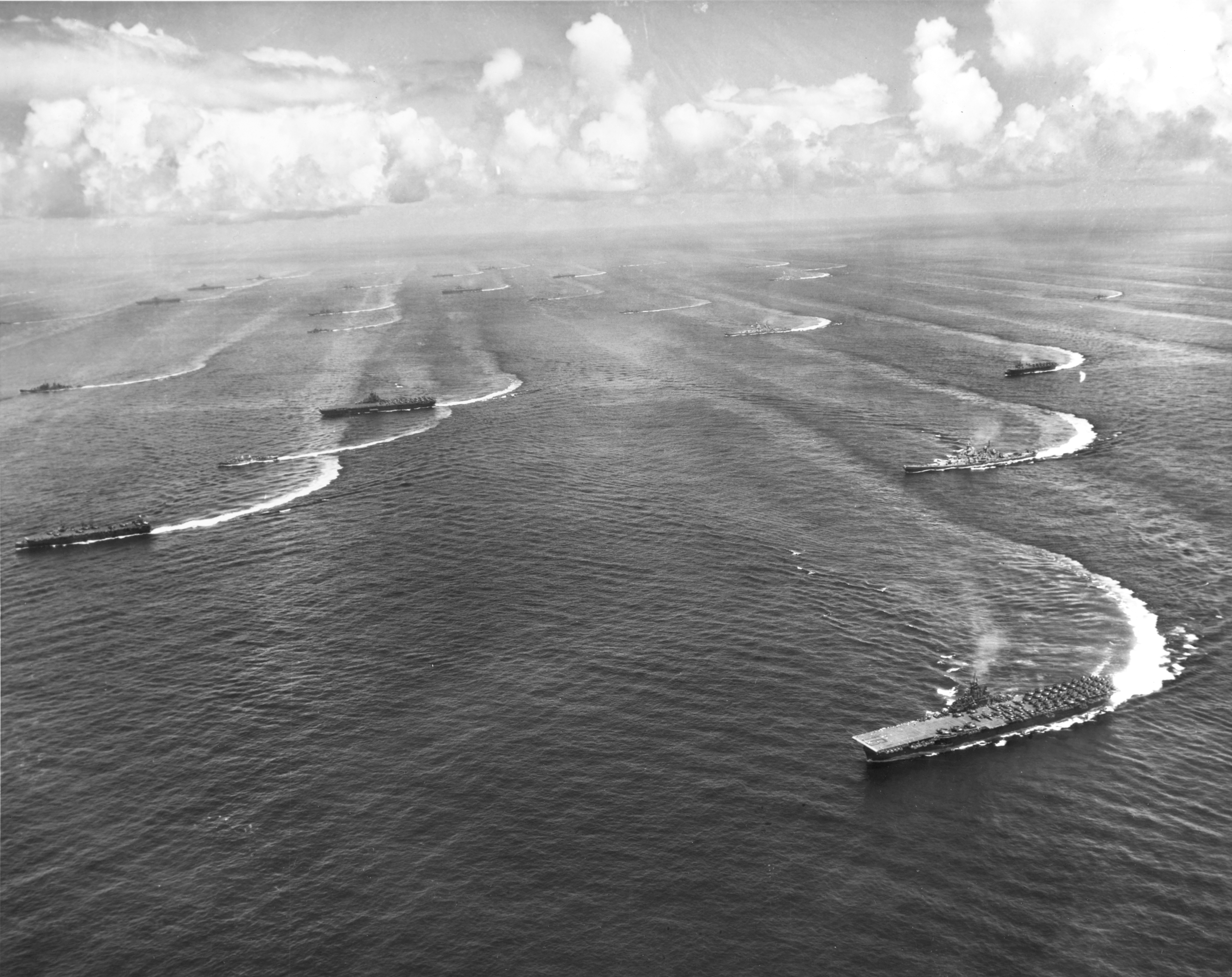
Task Force 38 vor der japanischen Küste im August 1945

Task Forces bestanden zu Beginn des Zweiten Weltkriegs aus einem oder zwei Flugzeugträgern und/oder Schlachtschiffen, die von Kreuzern und Zerstörern begleitet wurden. Später, als mehr Schiffe zur Verfügung standen, wurden die Gruppen deutlich größer und bestanden gegen Kriegsende aus bis zu sechs Flugzeugträgern, einigen leichteren Flugzeugträgern und Geleitträgern, mehreren Schlachtschiffen, einer Kreuzerdivision und mehreren Zerstörerdivisionen. Dazu kamen die Landungseinheiten für die Inselinvasionen. Insgesamt gab es von 1941 bis 1945 69 Task Forces.
Einen besonderen Namen bekam die Task Force 38 bzw. 58 (Name wechselte je nach Unterstellung unter die Third bzw. Fifth Fleet) in der zweiten Hälfte des Pazifikkriegs. Sie bildete die Hauptstreitmacht der USA gegen Japan und wurde unter dem Namen Fast Carrier Task Force bekannt.
Im Koreakrieg, im Vietnamkrieg und im Zweiten Golfkrieg war die Task Force 77 eine Flugzeugträger-Kampfgruppe der Seventh Fleet.

## Heutige Zeit
Die heutigen Task Forces der derzeit fünf US-Flotten haben alle eine ähnliche Struktur, wobei diejenigen in Übersee eine de-facto permanente Struktur haben. Als Beispiel siehe hierzu im Abschnitt Organisation im Eintrag der 6. US-Flotte.

## Sonstiges
Während des Zweiten Weltkriegs nutzte auch die britische Royal Navy das Konzept, bekannte Task Forces waren die Force H, die Force K und die Force Z.